# 2002-es magyar fedett pályás atlétikai bajnokság
A 2002-es magyar fedett pályás atlétikai bajnokság a 29. bajnokság volt. A gyaloglást február 16-án rendezték meg téli gyalogló ob néven a Népstadionban, szabadtéren. A többpróba számait február 2–3-án tartották az Olimpiai Csarnokban.

## Eredmények

### Férfiak
| Versenyszám     | Arany                                                                 | Arany   | Ezüst                                                            | Ezüst   | Bronz                                                                                                   | Bronz   |
| --------------- | --------------------------------------------------------------------- | ------- | ---------------------------------------------------------------- | ------- | --- | ------- |
| 60 m            | Pauer Géza Bp. Honvéd                                                 | 6,88    | Ágoston Dániel Nyíregyházi VSC                                   | 6,89    | Bakai Gergely BEAC                                                                                      | 6,97    |
| 200 m           | Széll Tibor Békéscsabai AC                                            | 21,93   | Bella Attila Zalaegerszegi AC                                    | 22,12   | Ágoston Dániel Nyíregyházi VSC                                                                          | 22,26   |
| 400 m           | Széll Tibor Békéscsabai AC                                            | 48,17   | Csesznegi Dávid KSI                                              | 48,30   | Gombos Sándor HÓDIÁK                                                                                    | 48,52   |
| 800 m           | Tölgyesi Balázs Alba Regia AK                                         | 1:50,87 | Árpási Miklós Pécsi VSK                                          | 1:51,05 | Tóth Szilárd AC Szekszárd                                                                               | 1:53,17 |
| 1500 m          | Tölgyesi Balázs Alba Regia AK                                         | 3:53,90 | Kis Roland MAC Népstadion                                        | 3:54,49 | Tóth Szilárd AC Szekszárd                                                                               | 3:54,62 |
| 3000 m          | Juhász András Bp. Honvéd                                              | 8:11,53 | Zatykó Miklós Vasas                                              | 8:19,72 | Stépán Zsolt BVSC                                                                                       | 8:24,58 |
| 4 x 360 m       | Sutyák László Szabó János Bencze Miklós Kilvinger Attila Debreceni AK | 2:56,1  | Kürtösi Zsolt Nyilasi Péter Árpási Miklós Palkó László Pécsi VSK | 2:58,1  | Korompai Viktor Mincsik András Kiss Dávid Zsombor Csaba Bp. Honvéd                                      | 2:59,0  |
| 60 m gát        | Kovács Balázs VEDAC                                                   | 7,76    | Kiss Dániel Ikarus BSE                                           | 7,84    | Palágyi Gergely Zalaegerszegi AC                                                                        | 7,88    |
| 35 km gyaloglás | Urbanik Sándor Békéscsabai AC                                         | 2:40:19 | Czukor Zoltán Pécsi VSE                                          | 2:49,29 | Tubak Róbert Szegedi VSE                                                                                | 2:55,27 |
| magasugrás      | Akácz Zoltán Tiszaújváros SC                                          | 214 cm  | Fehér Román Dunaújvárosi AC                                      | 214 cm  | Boros László Kecskeméti ARCFegyver Gábor Nyíregyházi VSCFilyó Tibor Békéscsabai ACKomendánt Péter VEDAC | 205 cm  |
| rúdugrás        | Szabó Dezső Újpesti TE                                                | 480 cm  | Kovács Péter Bp. Honvéd                                          | 480 cm  | Váczi János Testnevelési Főiskola AC                                                                    | 460 cm  |
| távolugrás      | Babicz Pál Testnevelési Főiskola AC                                   | 729 m   | Kürtösi Zsolt Pécsi VSK                                          | 7,27 m  | Szívós István Kecskeméti ARC                                                                            | 7,12 m  |
| hármasugrás     | Szabó Ambrus Soproni AC                                               | 15,58 m | Voncsina Henrik Testnevelési Főiskola AC                         | 14,73 m | Tarr Péter Alba Regia AK                                                                                | 14,43 m |
| súlylökés       | Bíber Zsolt BEAC                                                      | 20,26 m | Kiss Szilárd Haladás VSE                                         | 18,53 m | Olaszi László Alba Regia AK                                                                             | 16,48 m |
| hétpróba        | Polonyi Tamás Szolnoki MÁV                                            | 5279    | Makszin Áron Testnevelési Főiskola AC                            | 4367    | Ködmön Szabolcs Hatvani AC                                                                              | 4332    |

### Nők
| Versenyszám     | Arany                                                               | Arany   | Ezüst                                                              | Ezüst   | Bronz                                                                | Bronz   |
| --------------- | ------------------------------------------------------------------- | ------- | ------------------------------------------------------------------ | ------- | -------------------------------------------------------------------- | ------- |
| 60 m            | Szabó Enikő Szolnoki MÁV                                            | 7,48    | Lőrincz Krisztina Bp. Honvéd                                       | 7,57    | Szakács Enikő Bp. Honvéd                                             | 7,68    |
| 200 m           | Szabó Enikő Szolnoki MÁV                                            | 24,34   | Wéber Kinga Bp. Honvéd                                             | 24,70   | Kun Alice Békéscsabai AC                                             | 24,79   |
| 400 m           | Kun Alice Békéscsabai AC                                            | 56,13   | Cziráky Kitty VEDAC                                                | 57,69   | Bobcsek Emese Békéscsabai AC                                         | 57,78   |
| 800 m           | Varga Judit Haladás VSE                                             | 2:04,68 | Mészáros Krisztina MAC Népstadion                                  | 2:10,44 | Járay Melinda Haladás VSE                                            | 2:13,63 |
| 1500 m          | Tóth Lívia VEDAC                                                    | 4:26,58 | Staicu Simona BVSC                                                 | 4:27,02 | Papp Krisztina Újpesti TE                                            | 4:27,04 |
| 3000 m          | Tóth Lívia VEDAC                                                    | 9:41,87 | Papp Krisztina Újpesti TE                                          | 9:42,47 | Kocsis Judit KSI                                                     | 9:53,84 |
| 4 x 360 m       | Wéber Kinga Vértesy Katalin Bori Annamária Szakács Enikő Bp. Honvéd | 3:22,8  | Járay Melinda Soós Eszter Vertetics Eszter Varga Judit Haladás VSE | 3:24,4  | Kun Alice Bobcsek Emese Knyihár Eszter Kiss Nikoletta Békéscsabai AC | 3:27,8  |
| 60 m gát        | Vári Edit BEAC                                                      | 8,26    | Ajkler Zita Nyíregyházi VSC                                        | 8,35    | Horváth Dóra Ikarus BSE                                              | 8,85    |
| 20 km gyaloglás | Rosza Mária Békéscsabai AC                                          | 1:40:46 | Füsti Edina Tatabányai SC                                          | 1:44,38 | Zádori Orsolya Szegedi VSE                                           | 1:53,17 |
| magasugrás      | Stáhl Ágota VEDAC                                                   | 182 cm  | Bódi Bernadett Ferencvárosi TC                                     | 182 cm  | Ináncsi Vera Bp. Honvéd                                              | 165 cm  |
| rúdugrás        | Vaszi Tünde Bp. Honvéd                                              | 430 cm  | Molnár Krisztina Újpesti TE                                        | 420 cm  | Szabó Zsuzsa BEAC                                                    | 410 cm  |
| távolugrás      | Ajkler Zita Nyíregyházi VSC                                         | 649 cm  | Soós Eszter Haladás VSE                                            | 579 cm  | Babos Rita Győri Dózsa                                               | 574 cm  |
| hármasugrás     | Ajkler Zita Nyíregyházi VSC                                         | 13,22 m | Cséfalvy Szilvia KSI                                               | 12,53 m | Babos Rita Győri Dózsa                                               | 12,49 m |
| súlylökés       | Lukóczki Nárcisz Békéscsabai AC                                     | 14,25 m | Laurinyecz Gyöngyi Békéscsabai AC                                  | 13,15 m | Fődi Zita GanzAir-KAC                                                | 12,89 m |
| ötpróba         | Skoumál Réka Marathon AC                                            | 3824    | Farkas Györgyi Csikó DSE                                           | 3699    | Soós Eszter Haladás VSE                                              | 3629    |